# Horst Keitel
Horst Keitel (Meisdorf, 22 juni 1928 - Berlijn, 6 november 2015) was een Duitse (stem)acteur.

## Carrière
Keitel kreeg zijn eerste verbintenis als toneelspeler in Heiligenstadt in 1946, waar hij tot 1951 onder contract bleef. Verdere tussenstations waren Greifswald, Altenburg, Berlijn en Hamburg. Daarnaast was hij extensief bezig met film en televisie, vooral met serierollen genoot hij veel populariteit. Hij speelde in de serie Förster Horn (13 afleveringen), maar ook in de misdaadserie Im Auftrag von Madame (39 afleveringen) speelde hij Homer Halfpenny, het hoofd van de geheime dienst. Zijn bekendste rol was die van de advocaat Reginald Prewster als oppasser van Percy Stuart in de gelijknamige serie (52 afleveringen), gespeeld door Claus Wilcke, die hij bij al zijn avonturen begeleidde. Daardoor hoopte deze te worden opgenomen in de exclusieve Excentric-Club. Voor deze rol kreeg Keitel in 1970 een zilveren Bambi.
Verder werkte hij regelmatig als stemacteur. Hij leende zijn stem onder andere aan John Carradine in Jesse James en The Return of Frank James. Ook Desmond Llewelyn als Q, de truc-specialist van James Bond, viel die eer te beurt in On Her Majesty’s Secret Service. Ook in het hoorspel Kleine Hexe Klavi-Klack was hij bezig als stemacteur.

## Privéleven en overlijden
Horst Keitel was gehuwd met Herta Kravina, met wie hij vaak samen op het podium stond. Het echtpaar werd op 6 november 2015 dood in hun woning in Berlin-Charlottenburg aangetroffen. Volgens de politie hadden ze zichzelf van het leven beroofd. Horst Keitel was 87 jaar.

## Filmografie
- 1956: Tischlein deck dich!
- 1956: Ein Mann muß nicht immer schön sein
- 1958: Ihr 106. Geburtstag
- 1960: Oben und unten
- 1960: Lebensborn
- 1963: Meine Frau Susanne
- 1964: Vorsicht Mister Dodd
- 1966: Förster Horn (tv-serie)
- 1969: Percy Stuart (tv-serie)
- 1970: Ohrfeigen
- 1972: Im Auftrag von Madame
- 1973: Hausfrauen Report international
- 1977: Es muß nicht immer Kaviar sein (tv-serie)
- 1978: Medienklinik (tv-miniserie)
- 1982: St. Pauli-Landungsbrücken (tv-serie)
- 1982: Mein Bruder und ich
- 1985: Grand mit 3 Damen
- 1985: Die Schwarzwaldklinik (tv-serie)
- 1993: Der Landarzt (tv-serie)
- 1993: Böses Blut
- 1994: Großstadtrevier - Der erste Tag (tv-serie)
- 1997: Der Kapitän – Zwischen den Fronten

- Gemeinsame Normdatei: 141083182
- International Standard Name Identifier: 0000 0003 7208 2351
- Virtual International Authority File: 120330469
- WorldCat: E39PBJfMfk6XMvdmMk7XJxKDbd